# Nationalisme tchèque

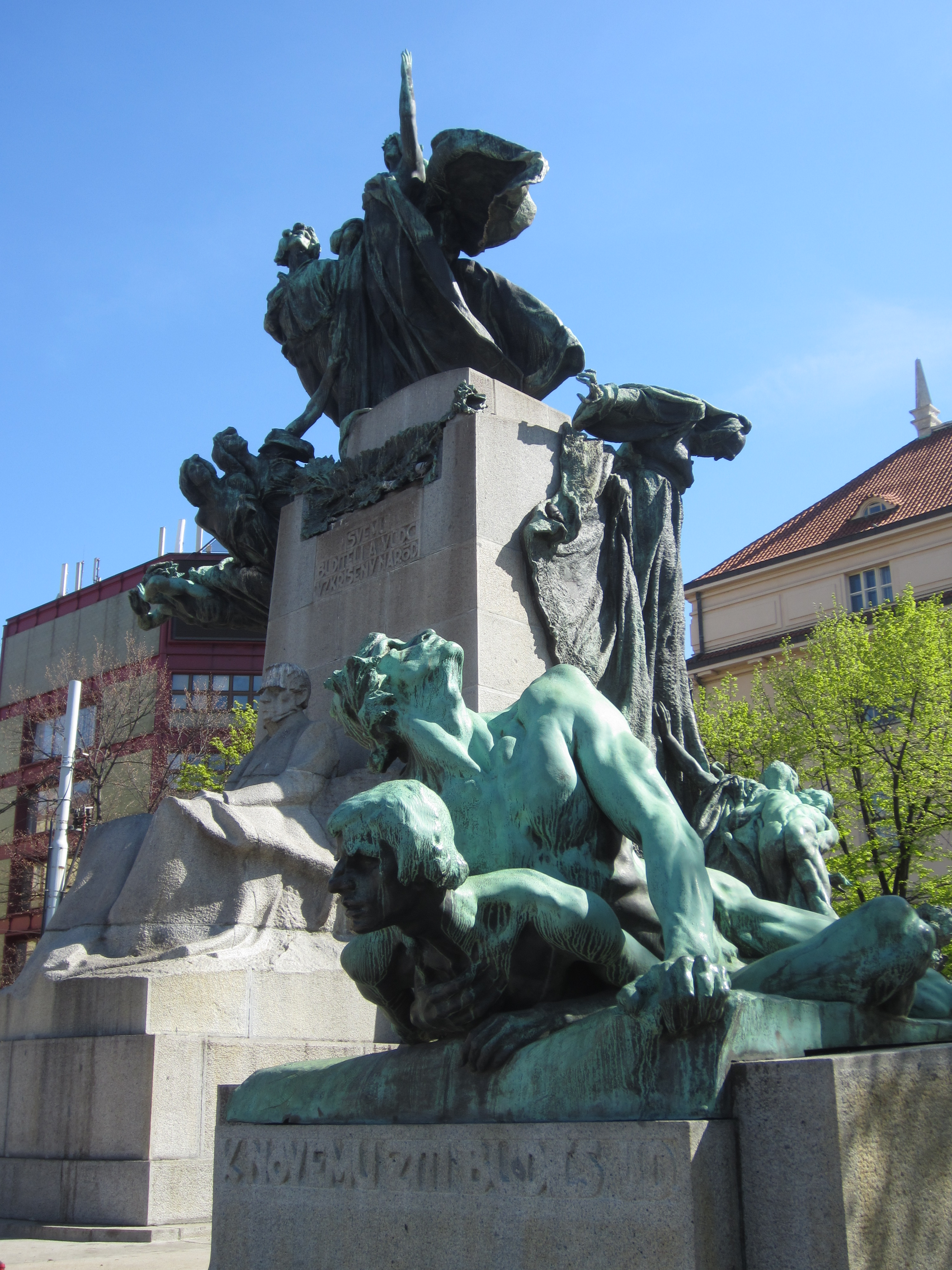
Monument de František Palacký à Prague. Surnommé le Père de la Nation, il est considéré comme le père du nationalisme tchèque.

Le nationalisme tchèque est une forme de nationalisme qui affirme que les Tchèques sont une nation et favorise l'unité culturelle des Tchèques. Le nationalisme tchèque moderne naît au XIXe siècle sous la forme de la Renaissance nationale tchèque. En 1848, le nationalisme tchèque devient un facteur politique important dans l'empire d'Autriche grâce aux activités du vieux parti tchèque, dirigé par František Palacký. Pendant la Première Guerre mondiale, des politiciens nationalistes tchèques, tels que Karel Kramář sur les terres tchèques et Tomáš Masaryk à l'étranger, soutiennent l'idée de l'indépendance de la domination austro-hongroise.
Après 1918 et la création de la Tchécoslovaquie, la majorité absolue des hommes politiques et de la société tchèques adoptent le tchécoslovaquisme, c'est-à-dire l'idée d'un État unifié incluant la Slovaquie.
La transformation de la Tchécoslovaquie en une économie de marché libérale au cours des années 1990-1992 donne lieu à des différends entre Tchèques et Slovaques au sujet de la nature de la fédération tchécoslovaque. Les forces séparatistes sont renforcées par les aspirations nationalistes slovaques ainsi que par le nationalisme économique tchèque, ce dernier fondé sur la perception que les terres tchèques subventionnent la Slovaquie moins développée. La Tchécoslovaquie est divisée en Tchéquie et Slovaquie, la première devenant indépendante le 1er janvier 1993.

## Liste des partis politiques nationalistes tchèques

### Extrême-droite
- Liberté et démocratie directe
- Unis - Alternative pour les patriotes
- Mouvement tricolore des citoyens
- Parti démocratique civique
- Parti civique conservateur
- Parti des citoyens libres
- Parti du sens commun
- Démocratie nationale
- Parti des travailleurs de la justice sociale

### Extrême-gauche
- Parti national social tchèque
- Nationaux-socialistes - La gauche du XXIe siècle
- Parti des droits civiques
- Parti national socialiste tchèque
- Souveraineté tchèque